# Jorge Zapata
Jorge Zapata (Medellín, Antioquia, Colombia; 23 de noviembre de 1978) es un exfutbolista colombiano y jugaba de mediocampista.

## Clubes
| Club              | País      | Año         |
| ----------------- | --------- | ----------- |
| Once Caldas       | Colombia  | 2001 - 2002 |
| Deportivo Pasto   | Colombia  | 2003 - 2004 |
| Deportivo Pereira | Colombia  | 2004        |
| Unión Magdalena   | Colombia  | 2007        |
| Trujillanos F.C.  | Venezuela | 2007        |
| Atlético Huila    | Colombia  | 2008        |
| Depor Aguablanca  | Colombia  | 2009        |
| Cortuluá          | Colombia  | 2009-2010   |
| Cortuluá          | Colombia  | 2011-2012   |

## Palmarés

### Campeonatos nacionales
| Título    | Equipo   | País     | Año  |
| --------- | -------- | -------- | ---- |
| Primera B | Cortuluá | Colombia | 2009 |